# Ingrid Silva
Ingrid Silva (née en 1988 ou 1989) est une danseuse de ballet brésilienne. Elle fait partie, depuis 2012, de la compagnie du Dance Theatre de Harlem à New York.

## Biographie

### Jeunesse et formation
Ingrid Silva naît et grandit à Rio de Janeiro, d'un père travaillant dans l'armée de l'air et d'une mère femme de chambre. À 8 ans, elle commence le ballet grâce à un programme pour les jeunes des favelas. Elle se forme à Dançando Para Não Dançar, l'école du Theatro Municipal, et auprès de Deborah Colker et Pedro Pederneiras.

### Carrière
À 17 ans, Ingrid Silva est devenue intègre le Grupo Corpo, avant de déménager à New York, en 2008. Peu de temps après son arrivée, le fondateur de Dance Theatre of Harlem, Arthur Mitchell, l'invite à rejoindre la jeune compagnie DTH. En 2012, elle rejoint la troupe de manière permanente.
Elle danse, aux côtés de Precious Adams dans La Mort du cygne de Misty Copeland, pour la collecte de fonds Swans for Relief en réponse à l'impact de la pandémie de Covid-19 dans la communauté de la danse. L'argent récolté est destiné à aider les danseurs et compagnies de danse.

### Activisme
Ingrid Silva se mobilise pour une grande diversité dans le ballet. Dans une apparition sur The Today Show, elle explique qu'elle doit colorer ses pointes, un processus connu sous le nom de « pancaking », car la plupart des marques ne proposent que de teintes claires. 
En dehors de la danse de ballet, elle est la cofondatrice de EmpowHerNY, une plateforme qui met en relation des femmes qui cherchent du soutien.

### Vie privée
En septembre 2020, Ingrid Silva annonce qu'elle est enceinte de son premier enfant.

## Reconnaissance
En 2020, elle apparaît dans une publicité Nike célébrant le Mois de l'histoire des Noirs, racontée par Serena Williams.
En novembre 2020, elle pose enceinte en une du magazine Vogue Brésil.